# Reinier van Oldenbarnevelt

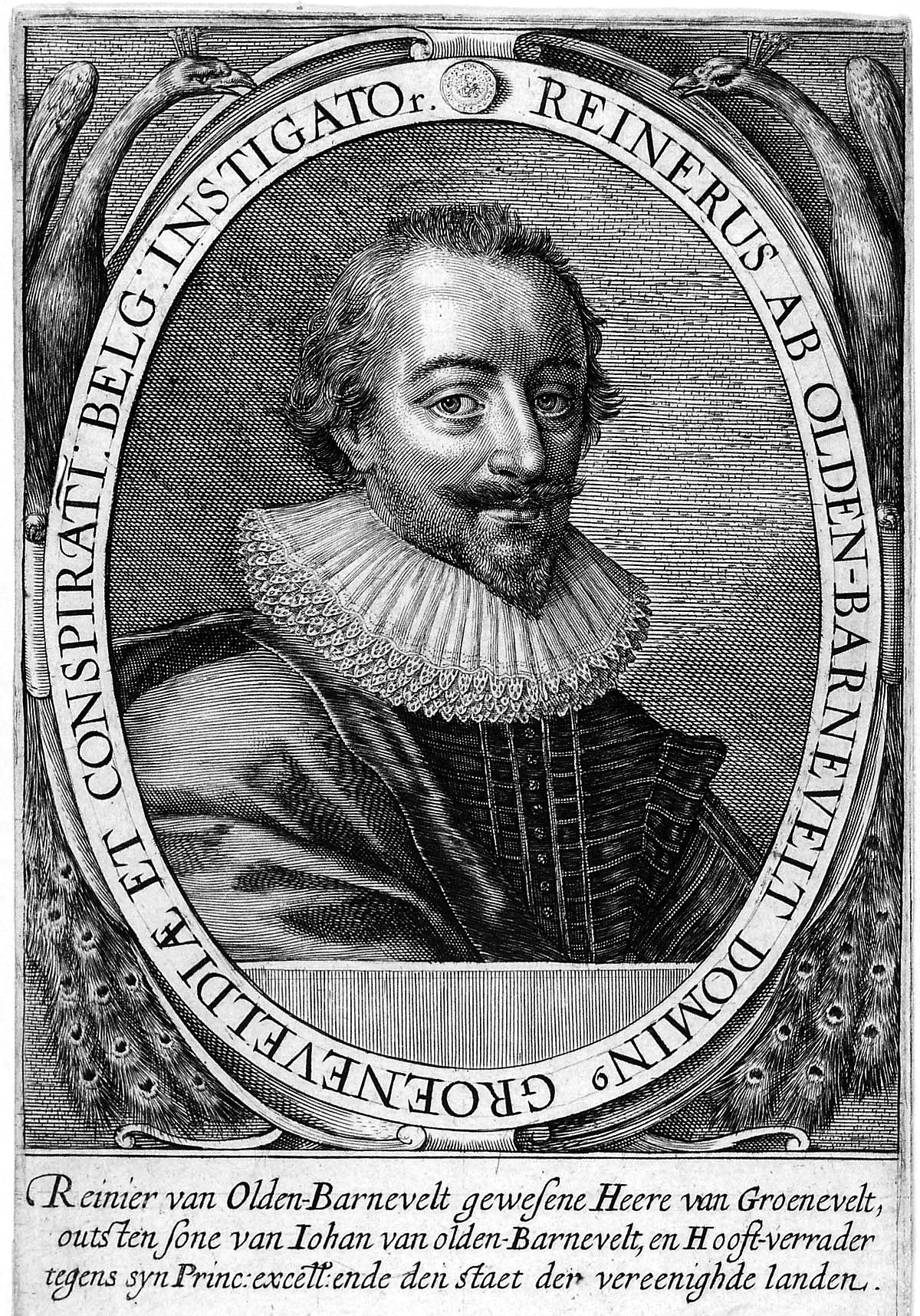
Reinier van Oldenbarnevelt

Reinier van Oldenbarnevelt (ook wel Reinier van Groeneveld genoemd) (ca. 1588 - 1623) was een zoon van Johan van Oldenbarnevelt. In 1592 erfde Reinier de heerlijkheid Groeneveld van zijn oudoom Jan Roo van Utrecht. In datzelfde jaar werd voor hem de Hofstad Rodenrijs aangekocht, waarbij het beheer door zijn vader werd uitgevoerd. Reinier bezocht in 1607 samen met zijn broer Willem Parijs in het kader van zijn grand tour en werd ontvangen aan het hof van koning Hendrik IV van Frankrijk.
Reinier was houtvester van Holland en West-Friesland en hoogheemraad van Delfland. Hij trouwde in 1608 te Delft met Anna Weytsen, vrouwe van Brandwijk en Gijbeland. Zij kregen drie kinderen, Jacoba Francina (1610), Johan (1612) en Jacob van Oldenbarnevelt (1614). Reinier werd hoogheemraad en opperhoutvester van Holland. en bewoonde het huis Teilingen te Voorhout.
Na de executie van zijn vader in 1619 beraamde Reinier samen met zijn broer Willem en onder meer de remonstrantse predikant Slatius een aanslag op het leven van prins Maurits. Claes Michielsz Bontenbal, secretaris van Zevenhuizen, droeg bij aan de financiering. De aanslag mislukte door loslippigheid van een van de huurmoordenaars en Reinier van Oldenbarnevelt werd wegens financiële deelname aan de samenzwering tegen prins Maurits in 1623 in Den Haag onthoofd. Hij werd begraven op dezelfde plek als vier jaar eerder zijn vader; de Hofkapel in Den Haag.
Zijn weduwe trouwde met Jacob Westerbaen.